# Imbrasia brunneonigra
Imbrasia brunneonigra är en fjärilsart som beskrevs av Erich Martin Hering 1930. Imbrasia brunneonigra ingår i släktet Imbrasia och familjen påfågelsspinnare. Inga underarter finns listade i Catalogue of Life.